# Protaneuretus succineus
Protaneuretus succineus är en myrart som beskrevs av Wheeler 1915. Protaneuretus succineus ingår i släktet Protaneuretus och familjen myror. Inga underarter finns listade i Catalogue of Life.